# خوسي ديل روساري بارودي
خوسي ديل روساري بارودي (بالإسبانية: José Parodi)‏ (مواليد 30 أغسطس 1932) هو لاعب كرة قدم. يلعب مع منتخب باراغواي لكرة القدم. سبق له أن لعب في كأس العالم لكرة القدم مع منتخب بلاده.

## روابط خارجية
- خوسي ديل روساري بارودي على موقع الاتحاد الدولي (مؤرشف)  (الإنجليزية)
- خوسي ديل روساري بارودي على موقع قاعدة بيانات كرة القدم.إي يو (الإنجليزية)
- خوسي ديل روساري بارودي على موقع ناشيونال فوتبول تيمز (الإنجليزية)
- خوسي ديل روساري بارودي على موقع عالم كرة القدم.نت (الإنجليزية)